# Polo op de Olympische Zomerspelen
De sport Polo stond vijfmaal op het programma van de Olympische Spelen. De sport werd alleen door mannen beoefend.

## Onderdelen
| Onderdeel | 1900 | 1904 | 1908 | 1912 | 1920 | 1924 | 1928 | 1932 | 1936 | Totaal |
| --------- | ---- | ---- | ---- | ---- | ---- | ---- | ---- | ---- | ---- | ------ |
| Mannen    | •    |      | •    |      | •    | •    |      |      | •    | 5      |
|           |      |      |      |      |      |      |      |      |      |        |
| Totaal    | 1    |      | 1    |      | 1    | 1    |      |      | 1    | 5      |

## Medaillewinnaars
De ‘succesvolste medaillewinnaar‘ in het polo is de Brit John Wodehouse die in 1908 zilver en 1920 goud won. Enkel nog de Britten Frederick Barrett, die goud in 1920 en brons in 1924 won, en Walter Buckmaster en Frederick Freake, die gezamenlijk zilver wonnen in 1900 en 1908, wonnen ook twee medailles.

## Medaillespiegel
| rang   | land             | goud | zilver | brons | totaal |
| ------ | ---------------- | ---- | ------ | ----- | ------ |
| 1      | Groot-Brittannië | 2    | 3      | 1     | 6      |
| 2      | Argentinië       | 2    | 0      | 0     | 2      |
| 3      | Gemengd team     | 1    | 1      | 1     | 3      |
| 4      | Verenigde Staten | 0    | 1      | 1     | 2      |
| 5      | Spanje           | 0    | 1      | 0     | 1      |
| 6      | Mexico           | 0    | 0      | 2     | 2      |
| totaal | totaal           | 5    | 6      | 5     | 16     |

Parijs 1900 · 
Londen 1908 · 
Antwerpen 1920 · 
Parijs 1924 · 
Berlijn 1936
Olympische medaillewinnaars
Olympische Zomerspelen
Olympische Winterspelen
Gerelateerd
Olympische Jeugdspelen · Paralympische Spelen · Deaflympische Spelen · Special Olympic World Games
IOC · COA · BOIC · NOC*NSF · NAOC · SOC